# Crateva formosensis
Crateva formosensis är en kaprisväxtart som först beskrevs av Jacobs, och fick sitt nu gällande namn av Bi Sin Sun. Crateva formosensis ingår i släktet Crateva, och familjen kaprisväxter. Inga underarter finns listade i Catalogue of Life.